# Carlos Huertas (piloto)
Carlos Huertas (Bogotá, 22 de junio de 1991) es un expiloto de automovilismo colombiano. Ha competido en series como la Fórmula BMW, en el campeonato de Fórmula 3 Británica, en la Fórmula Renault 3.5 Series y la IndyCar Series. En la IndyCar, compitió en 2014 y 2015 con el equipo Dale Coyne Racing, logrando una victoria en el Gran Premio de Houston.

## Carrera

### Inicios
Huertas compitió en karts entre 2001 y 2006, antes de dar el salto a los monoplazas. En 2007 debutó en la Fórmula BMW Británica con el equipo Räikkönen Robertson Racing, logrando un quinto lugar en la Final Mundial en Valencia, España. Al año siguiente compite en la Fórmula BMW Europea, sumando un podio y una pole position.
En 2009, pasó a la Fórmula 3 Británica, dentro del mismo equipo. Entre esa temporada y la siguiente, logró seis podios y dos vueltas rápidas. En 2011, pasó al equipo Carlin, logrando su mejor temporada al finalizar tercero detrás de Felipe Nasr y Kevin Magnussen, obteniendo una victoria. Ese año, además, debutó en la Fórmula 3 Euroseries como piloto invitado.

### Fórmula Renault 3.5 Series
En 2012 y 2013, disputó la Fórmula Renault 3.5 Series con los equipos Fortec Motorsports y Carlin Motorsport, obteniendo una victoria.

### IndyCar
En marzo de 2014, se anuncia que Huertas competirá en las IndyCar Series con el equipo Dale Coyne Racing en 2014. Debuta con un 18º puesto y obtiene su primer top ten en la segunda prueba del año. Logra su primera victoria en su novena carrera, el Gran Premio de Houston. No logró resultados destacables en el resto de la temporada, pero fue confirmado por el mismo equipo para 2015. Su última carrera en fue el Gran Premio de IndyCar en Indianapolis, ya que no pudo participar en las 500 Millas por un problema auditivo. Tuvo intenciones de volver a la categoría en 2016 tras finalizar su tratamiento, pero esto no sucedió.

## Resultados

### Fórmula Renault 3.5 Series
(Clave) (negrita indica pole position) (cursiva indica vuelta rápida)

| Año  | Escudería          | 1        | 2        | 3        | 4         | 5         | 6         | 7         | 8         | 9        | 10        | 11        | 12       | 13       | 14        | 15       | 16        | 17       | Pos. | Puntos |
| ---- | ------------------ | -------- | -------- | -------- | --------- | --------- | --------- | --------- | --------- | -------- | --------- | --------- | -------- | -------- | --------- | -------- | --------- | -------- | ---- | ------ |
| 2012 | Fortec Motorsports | ALC 1 4  | ALC 2 12 | MON 1 10 | SPA 1 Ret | SPA 2 Ret | NÜR 1 23† | NÜR 2 Ret | MOS 1 Ret | MOS 2 6  | SIL 1 6   | SIL 2 11  | HUN 1 7  | HUN 2 12 | LEC 1 15  | LEC 2 15 | CAT 1 18  | CAT 2 18 | 16°  | 35     |
| 2013 | Carlin Motorsport  | MNZ 1 16 | MNZ 2 16 | ALC 1 20 | ALC 2 1   | MON 1 15  | SPA 1 10  | SPA 2 Ret | MOS 1 15  | MOS 2 19 | RBR 1 Ret | RBR 2 Ret | HUN 1 17 | HUN 2 8  | LEC 1 Ret | LEC 2 18 | CAT 1 Ret | CAT 2 18 | 14°  | 30     |

### IndyCar Series
(Clave) (negrita indica pole position) (cursiva indica vuelta rápida)

| Año     | Equipo            | 1      | 2      | 3      | 4      | 5       | 6        | 7      | 8      | 9     | 10     | 11     | 12     | 13     | 14     | 15     | 16     | 17     | 18     | Pos. | Puntos |
| ------- | ----------------- | ------ | ------ | ------ | ------ | ------- | -------- | ------ | ------ | ----- | ------ | ------ | ------ | ------ | ------ | ------ | ------ | ------ | ------ | ---- | ------ |
| 2014    | Dale Coyne Racing | STP 18 | LBH 10 | ALA 16 | IMS 13 | INDY 17 | DET 8    | DET 15 | TXS 16 | HOU 1 | HOU 23 | POC 20 | IOW 20 | TOR 14 | TOR 15 | MDO 17 | MIL 20 | SNM 22 | FON 21 | 20.º | 314    |
| 2015    | Dale Coyne Racing | STP 24 | LOU 16 | LBH    | ALA    | IMS 19  | INDY Wth | DET    | DET    | TXS   | TOR    | FON    | MIL    | IOW    | MDO    | POC    | SNM    |        |        | 25.º | 31     |
| Fuente: |                   |        |        |        |        |         |          |        |        |       |        |        |        |        |        |        |        |        |        |      |        |